# Levy Tran
Levy Tran (születési nevén Vy Le Tran; 1983. november 16. –) amerikai színésznő és modell. Legismertebb szerepei Roenick a 2018-as A megtisztulás éjszakája: A sziget című filmből és Desi Nguyen a MacGyverből. Ezen kívül szerepelt az MTV Guy Code című műsorában, mint vendég-műsorvezető, illetve a 2015-ös Halálos iramban 7. című filmben is játszott.

## Élete
Levy 1983. november 16-án született a kaliforniai San Joséban vietnámi szülők gyermekeként. Angolul és vietnámiul beszél. A középiskola elvégzése után alapfokú diplomát szerzett gyermek- és serdülőkori fejlesztésből, miközben matematika mellékszakon tanult. Ezt követően 2011-ben egy temetkezési vállalatnál dolgozott balzsamozóként.

## Pályafutása
2011-ben Tran modellkarrierbe kezdett, és miután reklámfilmeket csinált, úgy döntött, hogy 2012-ben Los Angelesbe költözik. Ezután sikeresen szerepelt a modellszakmában, mint ázsiai női topmodell. Tran olyan márkáknak állt modellt, mint az Inked Magazine, a Glass Magazine és a Tattoo Life. Kijelentette, hogy a kedvenc tetoválása a testén a zombi tetoválása, mert az művészi, de részben sajnálja az első tetoválását, amit 18 éves korában csináltatott. 2012-ben debütált a televízióban az MTV Guy Code című műsorában vendégműsorvezetőként. 2013-ban szerepelt a Day Above Ground által készített botrányos "Asian Girlz" című dal videoklipjében.
2015-ben a Halálos iramban 7.-ben a verseny indítójának szerepét játszotta. 

## Magánélete
Tran igen elkötelezett a fitnesz iránt. Azt is kijelentette: "Szeretném elindítani a modern háziasszonyok mozgalmát, ahol olyan nők vannak festett hajjal, piercingekkel és tetoválásokkal, akik nagyon hagyománytisztelőek egy otthoni környezetben".

## Filmográfia

### Film
| Év   | Magyar cím                         | Eredeti cím           | Szerep          | Magyar hang    |
| ---- | ---------------------------------- | --------------------- | --------------- | -------------- |
| 2015 | Halálos iramban 7.                 | Furious 7             | Verseny indító  | Nem szólal meg |
| 2016 | Zsoldosok krónikája                | Vigilante Diaries     | kölyök 2.0      |                |
| 2016 |                                    | Female Fighting Squad | Lisa            |                |
| 2016 |                                    | The Unwilling         | Không May nővér |                |
| 2016 | Gemini – Kettős játszma            | Gemini                | Thiri           |                |
| 2017 |                                    | Mad Genius            | Nicola          |                |
| 2018 | A megtisztulás éjszakája: A sziget | The First Purge       | Roenick         |                |
| 2018 |                                    | The Silk Road         | Haruko          |                |
| 2018 |                                    | Fallen Lands          |                 |                |
| 2022 |                                    | Secret Headquarters   | Virginia        |                |
| 2023 | Feláldozh4tók                      | Expend4bles           | Korbács         | Pekár Adrienn  |

### Televízió
| Év        | Magyar cím                 | Eredeti cím                          | Szerep                | Megjegyzés                                                                    |
| --------- | -------------------------- | ------------------------------------ | --------------------- | ----------------------------------------------------------------------------- |
| 2012      |                            | Guy Code                             | önmaga                |                                                                               |
| 2015      |                            | Jungle Justice                       | Vy                    |                                                                               |
| 2015      |                            | Chosen Kin                           | Mya                   |                                                                               |
| 2016      |                            | Confessions of a Hollywood Bartender | Stephanie             |                                                                               |
| 2017      | Animal Kingdom             | Animal Kingdom                       | Christie              |                                                                               |
| 2017      |                            | Chosen Kin Origins                   | Mya                   |                                                                               |
| 2018      | Shameless – Szégyentelenek | Shameless                            | Eddie                 | Visszatérő szerep; 8 epizód                                                   |
| 2018      |                            | Chosen Kin Origins: New Breed        | Mya                   |                                                                               |
| 2018      | A Hill-ház szelleme        | The Haunting of Hill House           | Trish Park            | Visszatérő szerep; 4 epizód                                                   |
| 2019–2021 | MacGyver                   | MacGyver                             | Desiree "Desi" Nguyen | Visszatérő szerep(3. évad); főszereplő (4-5. évad) magyar hangja Csifó Dorina |
| 2022      | Magnum                     | Magnum P.I.                          | Tia Min               | Epizód: "Dead Man Walking"                                                    |